# سونگ جیایوان
سونگ جیایوان (چینی: 宋佳媛؛ زادهٔ ۱۵ سپتامبر ۱۹۹۷) ورزشکار دو و میدانی اهل چین است.
وی در مسابقات کشوری و بین‌المللی در مجموع برندهٔ ۱ مدال طلا، ۱ مدال برنز شده است.